# Guangde
Guangde (en chino, 广德; pinyin, Guǎngdé, léase Kuáng-De) es un condado  bajo la administración directa de la Prefectura Xuancheng en la Provincia de Anhui, República Popular China.  Su área es de 2165 km² y su población total para 2020 superó los 500 mil habitantes. 

## Administración
Desde julio de 2020, el  Condado Guangde se divide en 12 pueblos que se administran en 3 subdistritos, 6  poblados y 3 villas. 